# Gémonville
Ne doit pas être confondu avec Germonville.
Gémonville est une commune française située dans le département de Meurthe-et-Moselle en région Grand Est.

## Géographie

### Localisation

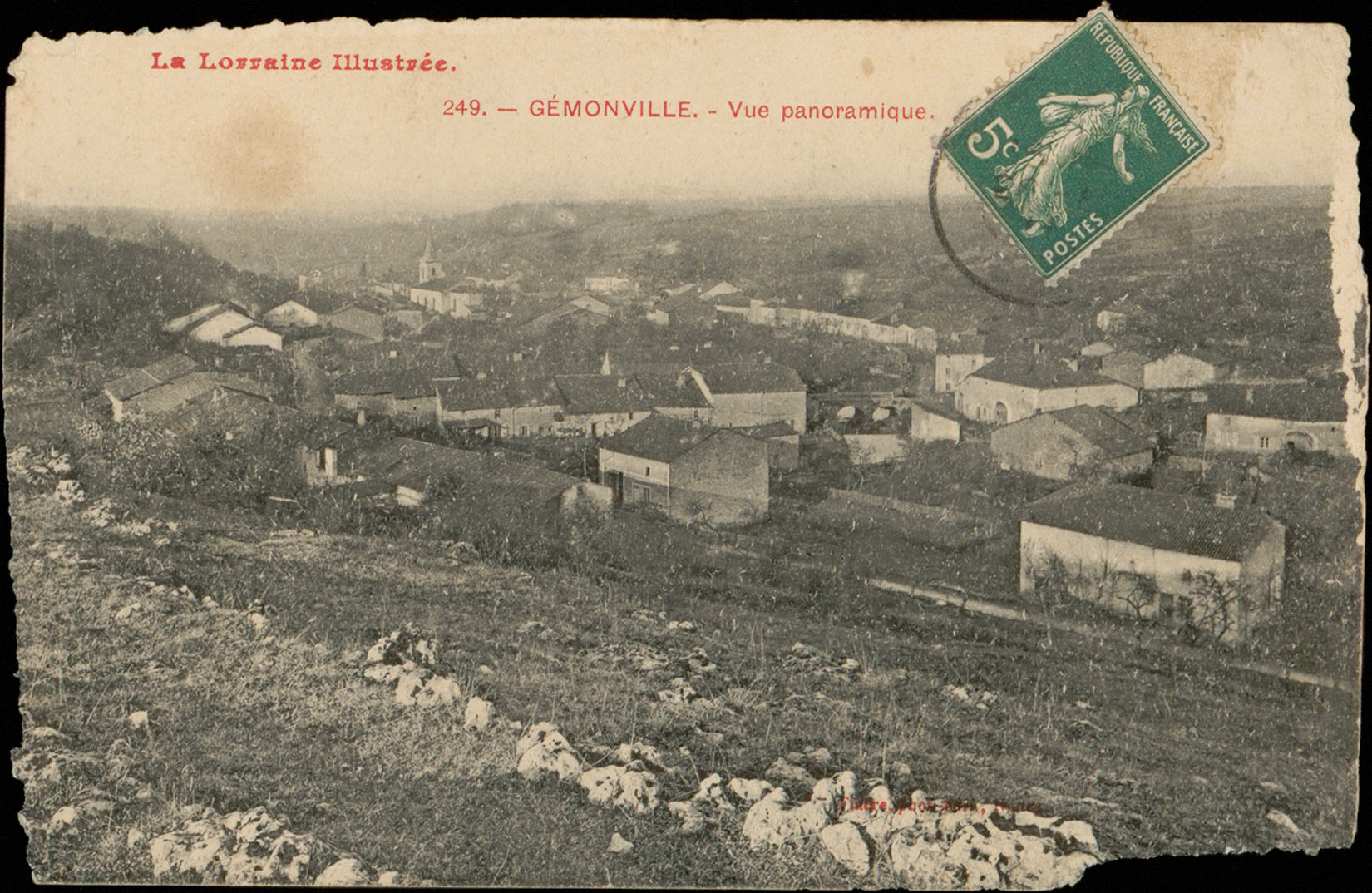
Vue historique.

Gémonville est un petit village français, situé dans le département de Meurthe-et-Moselle et la région du Grand Est (anciennement Région Lorraine) à une cinquantaine de kilomètres de Nancy. Elle est entourée par les communes de Tranqueville-Graux, Tramont-Saint-André et Aouze, Gémonville est située à 7,7 km au nord-ouest de Maconcourt, la plus grande ville à proximité.
Le territoire de la commune est limitrophe de ceux de cinq communes :
| Tranqueville-Graux (Vosges) | Favières   |                 |
| Attignéville (Vosges)       | Gémonville | Aroffe (Vosges) |
| Aouze (Vosges)              |            |                 |

La commune est proche du parc naturel régional de Lorraine.

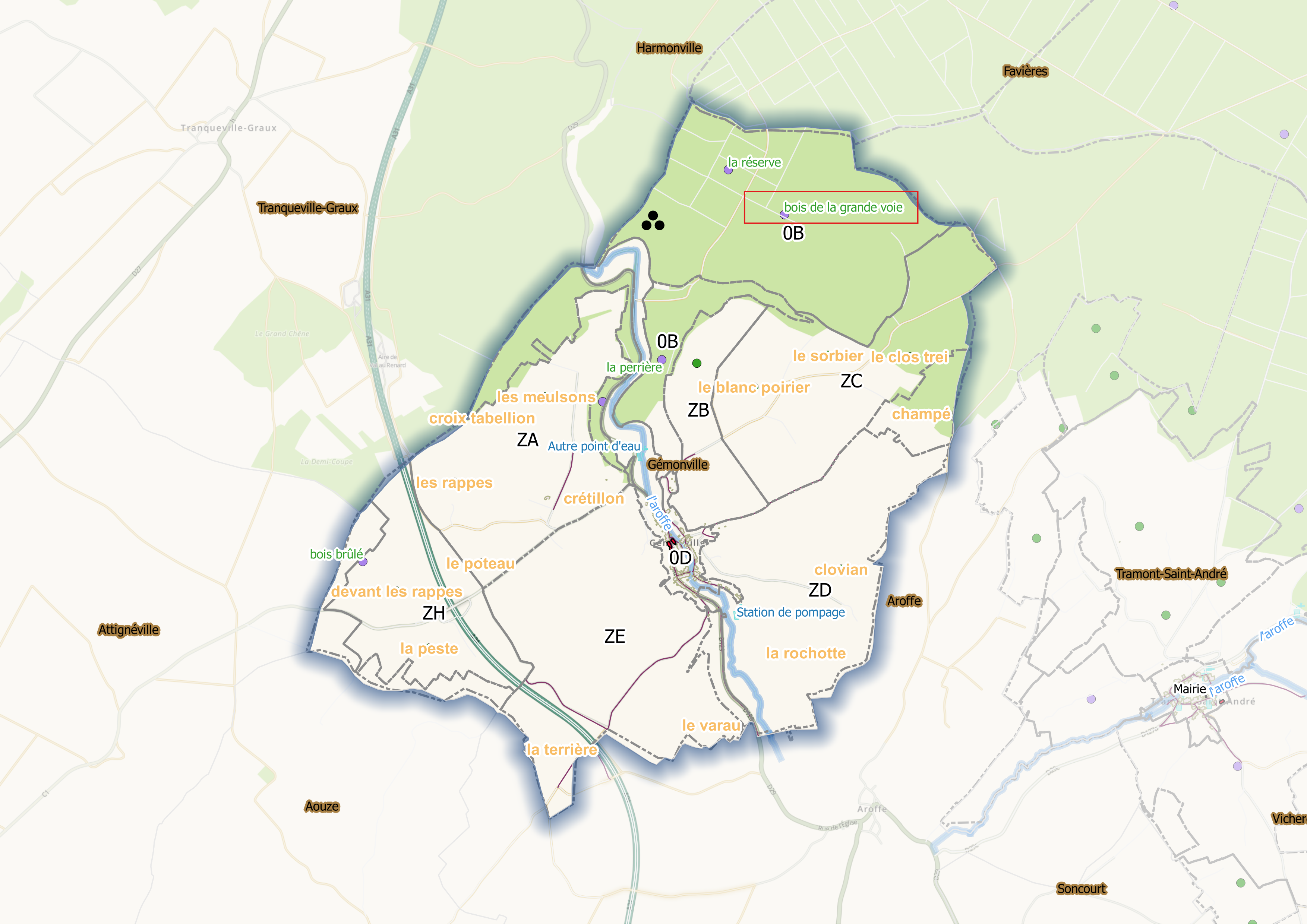
Fig. 1 - Gémonville (ban communal).

### Hydrographie
La commune est dans le bassin versant de la Meuse au sein du bassin Rhin-Meuse. Elle est drainée par le ruisseau l'Aroffe,.
L'Aroffe, d'une longueur de 50 km, prend sa source dans la commune de Beuvezin et se jette  dans la Meuse à Rigny-la-Salle, après avoir traversé 18 communes. 

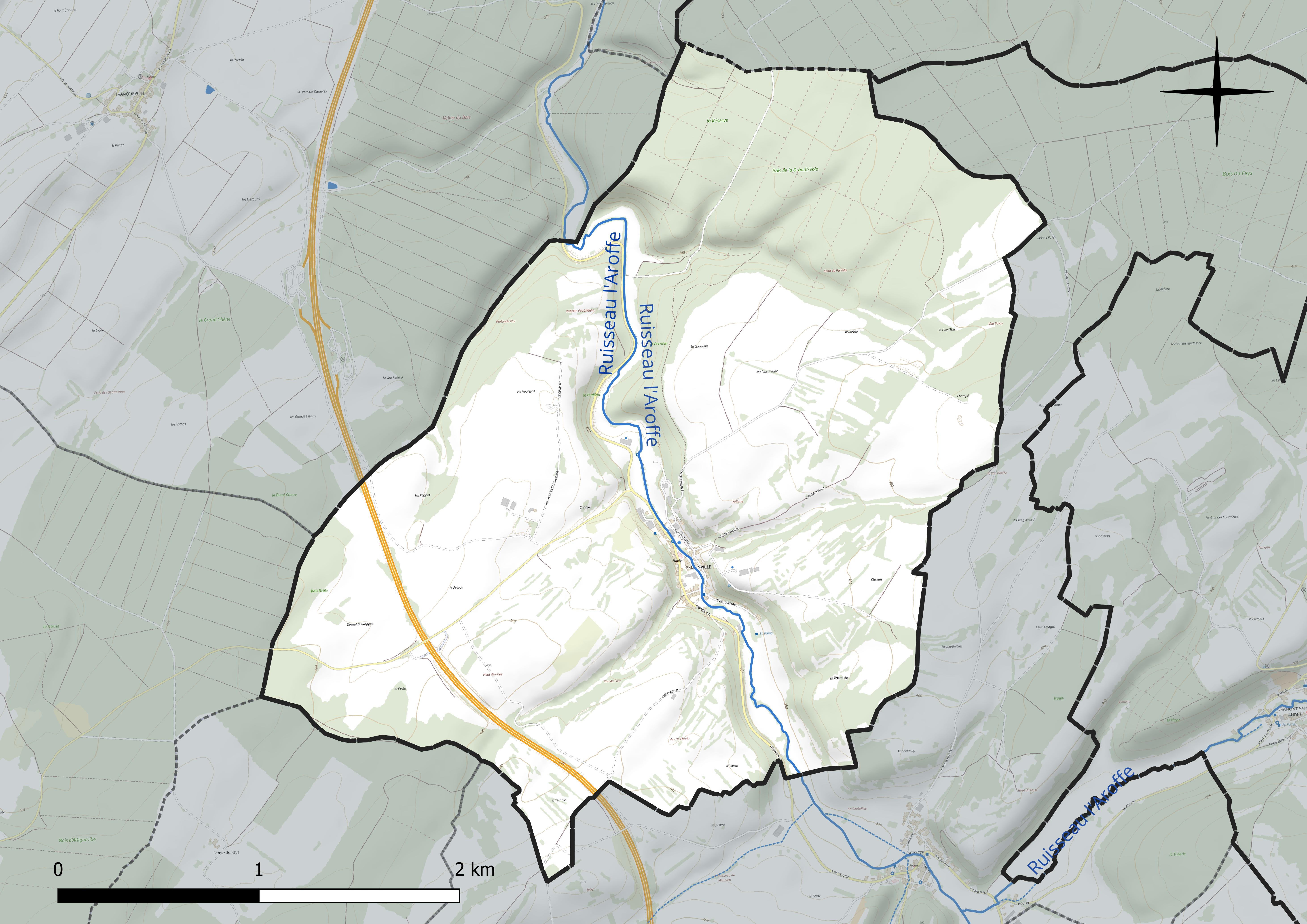
Réseau hydrographique de Gémonville.

### Climat
Pour des articles plus généraux, voir Climat du Grand Est et Climat de Meurthe-et-Moselle.
En 2010, le climat de la commune est de type climat de montagne, selon une étude du Centre national de la recherche scientifique s'appuyant sur une série de données couvrant la période 1971-2000. En 2020, Météo-France publie une typologie des climats de la France métropolitaine dans laquelle la commune est exposée à un climat océanique altéré et est dans la région climatique  Lorraine, plateau de Langres, Morvan, caractérisée par un hiver rude (1,5 °C), des vents modérés et des brouillards fréquents en automne et hiver. 
Pour la période 1971-2000, la température annuelle moyenne est de 9,5 °C, avec une amplitude thermique annuelle de 16,7 °C. Le cumul annuel moyen de précipitations est de 1 024 mm, avec 13 jours de précipitations en janvier et 10 jours en juillet. Pour la période 1991-2020, la température moyenne annuelle observée sur la station météorologique de Météo-France la plus proche, « Rollainville », sur la commune de Rollainville à 12 km à vol d'oiseau, est de 10,3 °C et le cumul annuel moyen de précipitations est de 860,3 mm. 
La température maximale relevée sur cette station est de 39,6 °C, atteinte le 25 juillet 2019 ; la température minimale est de −18,2 °C, atteinte le 20 décembre 2009,,. 
Les paramètres climatiques de la commune ont été estimés pour le milieu du siècle (2041-2070) selon différents scénarios d'émission de gaz à effet de serre à partir des nouvelles projections climatiques de référence DRIAS-2020. Ils sont consultables sur un site dédié publié par Météo-France en novembre 2022.

## Urbanisme

### Typologie
Au 1er janvier 2024, Gémonville est catégorisée commune rurale à habitat dispersé, selon la nouvelle grille communale de densité à sept niveaux définie par l'Insee en 2022.
Elle est située hors unité urbaine. Par ailleurs la commune fait partie de l'aire d'attraction de Nancy, dont elle est une commune de la couronne,. Cette aire, qui regroupe 353 communes, est catégorisée dans les aires de 200 000 à moins de 700 000 habitants,.

### Occupation des sols
L'occupation des sols de la commune, telle qu'elle ressort de la base de données européenne d’occupation biophysique des sols Corine Land Cover (CLC), est marquée par l'importance des territoires agricoles (69,5 % en 2018), en augmentation par rapport à 1990 (67,8 %). La répartition détaillée en 2018 est la suivante : terres arables (33,4 %), forêts (30,5 %), zones agricoles hétérogènes (24,3 %), prairies (11,8 %). L'évolution de l’occupation des sols de la commune et de ses infrastructures peut être observée sur les différentes représentations cartographiques du territoire : la carte de Cassini (XVIIIe siècle), la carte d'état-major (1820-1866) et les cartes ou photos aériennes de l'IGN pour la période actuelle (1950 à aujourd'hui).

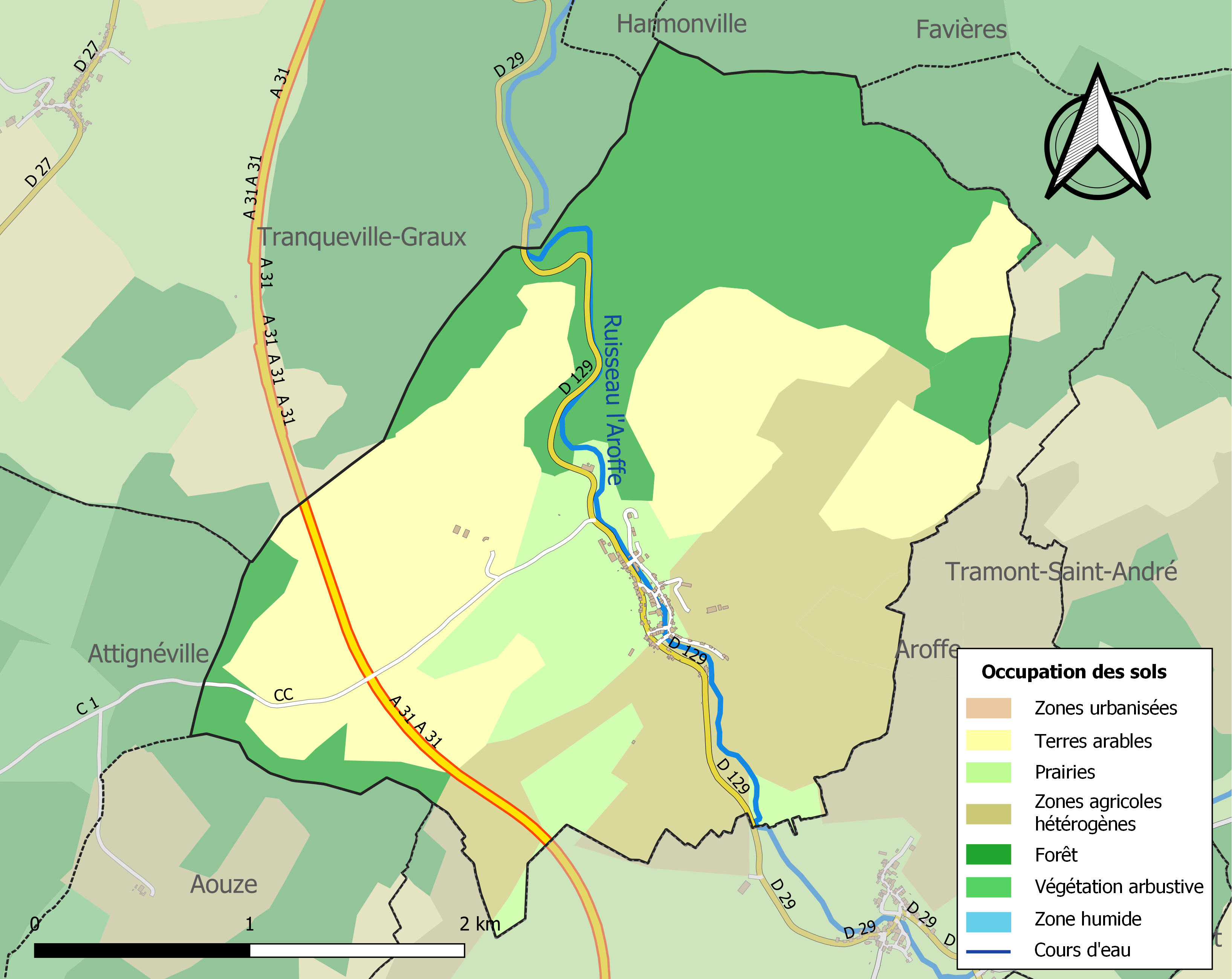
Carte des infrastructures et de l'occupation des sols de la commune en 2018 (CLC).

## Toponymie
Le nom de la localité est attesté sous la forme Gemonvilla (1362).

Gemonis-villa, Gémonvilla ou Gymonville, semble tirer son nom de Garimund, homme d’origine germanique, sans doute établit en ce lieu à l’époque gallo-romaine. En 1992 et 2005, des prospections au sol et aérienne aurait dévoilé des structures de villa gallo-romaine au Bois de la Grande Voie et au Vau du Four. Des fouilles pourraient nous indiquer s’il s’agit de la demeure de cet ancien notable gallo-romain[réf. nécessaire].
Le village devrait son nom à une exploitation agricole gallo-romaine (située sur la voie Toul-Sion)[réf. nécessaire].

## Histoire
Gémonville dépendra au Moyen Âge du comté de Vaudémont, puis du duché de Lorraine.
Il y eut dès le XVe siècle et sans doute avant, un moulin établit sur l’Aroffe.
Les différents écrits font également mention d’un château.
La commune abrite les vestiges :
- D’une nécropole de l’âge du bronze (21 tumulus) découverte au Bois de la Réserve
- D’un oppidum protohistorique en éperon barré
- De villa gallo-romaine au Bois de la Grande Voie et au Vau du Four.
- De structures indéterminées (révélées par photographies aériennes datant de 1992, 1994, 1995 et 2005) au Bois de la Rochotte, au Poteau, au Vau de Planté, au Haut de Rapy et au Clovian
- Une petite grotte (préhistorique ?) est signalée, découverte en 1985. Le découvreur n’ayant pas transmis sa position, elle n’est actuellement pas localisée
- Des traces d’un château ou d’une maison forte au sud du village
- Construction d'un château au XIIIe siècle par les comtes de Vaudémont (disparu).
- Le village fut reconstruit par des ouvriers étrangers en 1697, après la paix de Ryswick qui rendit Gémonville à la Lorraine.
- Il y avait avant la Révolution trois châteaux (donc trois seigneuries) et trois maires ; les affaires du village étaient traitées en assemblées générales.

### Âge du bronze et époque gallo-romaine
Pour le moment, les recherches archéologiques faites dans la commune révèlent que les premiers habitants ont occupé la commune en 850 av. J.-C.
De leur présence, ils ont laissé un oppidum (site fortifié) et une nécropole tumulaire (un cimetière).
À cette époque, Gémonville et ses environs étaient occupés par un peuple de la Gaule celtique : les Leuques. Leur territoire s'étend de Bar-le-Duc aux contreforts des Vosges, couvrant les vallées de la Moselle, de la Meurthe et du Meudon, et jusqu›à Grand, Soulosse et Vittel au sud ; Toul est leur capitale.

#### La nécropole tumulaire[16]
La nécropole tumulaire de Gémonville, du Bois de la Réserve dans le Bois de la Grande Voie se dresse au sommet (390 m/395 m) d’un plateau calcaire dominant à l’ouest la petite vallée de l’Aroffe (rivière).
Le gisement de Gémonville est constitué exclusivement de 17 tertres funéraires, ce qui est relativement peu et ce qui pourrait correspondre à un groupement humain à l’échelle de la famille. Mais plusieurs tumuli isolés, une seconde nécropole de 44 tertres sur le plateau sud voisin, quelques habitats fortifiés du type éperon barré et des restes de talus empierrés (limites parcellaires), révèlent que la région a été très anciennement peuplée.
Elle fut fouillée en 1970 et 1971 par l'équipe d'Alain Deyber.
À Gémonville, les tumulus ont tous la même structure :
- Ils sont recouverts de terre d’épaisseur variable (10/15 cm à 30 cm)
- Sous la terre, on trouve un massif de pierres
- Puis les cendres ou les corps
- Qui reposent sur un dallage grossier ou des cailloutis
- Dans la plupart des cas, un cercle de grosses pierres délimite le tumulus
- Une stèle de pierre informe, aujourd’hui couchée sur le flanc de la butte, parait à plusieurs reprises avoir marqué l’emplacement de la sépulture

Le rituel funéraire est tantôt caractérisé par l’incinération, tantôt par l’inhumation, mais dans certains tumulus, on trouve les deux formes de rites funéraires.
Les tumulus vont de 5 à 16 m de diamètre sur 0,50 m à 1,50 m. de hauteur.
Aux petits tertres regroupés au centre allant parfois jusqu’à se chevaucher, s’opposent les grands tertres de la périphérie bien espacés les uns des autres. Ces différences, s’expliquent peut-être par la différence de statut social des défunts.
Lorsqu’il s’agit d’une incinération, le centre du tumulus est occupé par une aire circulaire de cendres et de charbons de bois provenant vraisemblablement du dépôt des restes du bûcher funéraire (ustrinum) situé à quelques mètres à l’extérieur. Les os incinérés sont regroupés en un tas central qui a pu, à l’origine, être protégé par un contenant en matériaux organiques disparus (exemple dans le tumulus 1). Le mobilier funéraire est essentiellement composé de céramiques, souvent décorées de motifs géométriques, quelquefois de véritables services qui peuvent atteindre la quinzaine de vases, soigneusement rangés et empilés sur l’aire de vidange centrale. Le mobilier métallique peu abondant se résume à des débris de parures de bronze (bracelets, pendeloques, épingles). Leur état boursouflé et fragmentaire suggère que ces éléments de parure en métal ont accompagné la dépouille mortelle sur le bûcher.
Les inhumations à l'inverse, n’ont pas été accompagnées de vaisselle céramique. Le tumulus 1 contenait la sépulture d’une femme jeune, inhumée sur le dos sans aucun mobilier et placée juste au-dessus de l’incinération primitive centrale (cette disposition pose la question de savoir s’il s’agit d’une mort d’accompagnement. Cette femme a-t-elle été sacrifiée ?).
Le tumulus 5, en revanche, avait été édifié dès le début pour recevoir une inhumation : au centre, un homme et une femme d’âge adulte étaient inhumés côte à côte allongés sur le dos et se donnant le bras.
L’inhumation adventice du tertre 1 et la sépulture double du tumulus 5 posent le problème d’un éventuel sacrifice des proches, serviteurs ou clients (personne sous la protection d’une autre. Ex. : esclave affranchi).
Le tertre 6 était énigmatique. Il n’abritait aucune sépulture mais plus de 120 fragments de vase jonchaient le niveau du sol primitif. Seule une petite pierre brûlée pouvait évoquer la possibilité d’une incinération mais il n’y avait aucune cendre ni la moindre esquille d’os. En outre, une autre découverte pose problème: il s’agit d’un morceau circulaire de calotte crânienne qui a été recueilli dans le tertre 14.

##### Le tumulus de l’homme attaché (tumulus 1)
Le tumulus 1 contenait la sépulture d’une personne, inhumée sans aucun mobilier et placée juste au-dessus d’une incinération primitive centrale.
Cette personne gisait sur le ventre, face contre terre, la tête légèrement tournée vers l’ouest. Le maxillaire inférieur était nettement décalé par rapport à l’articulation, et presque retourné sur le sol. Une incisive se trouvait située au niveau des côtes. Les vertèbres supérieures étaient disloquées à la base du crâne, certaines même avaient sauté. Les avant-bras comme tirés en arrière sur le dos, les bras repliés et cachés par les premiers. Les mains disposées à plat contre terre, à hauteur des épaules. La position des côtes assez curieusement semblaient comprimées, comme si tout le corps avait été fortement lié.
La jambe droite n’était plus en connexion anatomique et largement détachée vers l’est/sud-est en deux groupes situés à la même hauteur. Les gros os manquent, quant aux petits, ils ont été brisés et repliés sur eux-mêmes. Dans l’un des groupes, on retrouve l’extrémité droite du bassin. Le pied droit manque.
Le sujet du tumulus 1 est probablement un homme d’environ 40 ans mesurant entre 1,60 m et 1,70 m.
Il existe deux possibilités concernant cette sépulture :
Soit nous sommes en présence d’une mutilation accidentelle ayant entraîné la mort de cet homme qui aurait été enterré en « pièces détachées »
Soit la mutilation est intentionnelle, post-mortem, peut-être pour des raisons rituelles (sacrifice). La position de l’individu et le fait qu’il semble avoir été enterré lié semble accréditer cette seconde hypothèse.
Autre détail surprenant, l’absence de tout mobilier funéraire. Il semble également que cette seconde inhumation ait partiellement bouleversé la sépulture à incinération sous-jacente, ce qui pose le problème de la datation. Le fait que l’incinération n’ait pas été respectée lors de l’inhumation laisse penser que les deux tombes ne sont pas contemporaines.

##### Le tumulus du couple
Le tumulus 5 a été édifié dès le début pour recevoir une inhumation : au centre, un homme (1,72 m ; 30 à 40 ans) et une femme (1,65 m ; 20 à 25 ans) étaient inhumés côte à côte allongés sur le dos.
La femme semble poser son bras gauche sur l’avant-bras droit de l’homme. Sa jambe droite était ramenée sous sa jambe gauche, le pied droit sous le pied gauche. Les deux squelettes semblent se tenir en se donnant le bras.
Ils ont incontestablement des caractères morphologiques communs qui signent une même appartenance ethnique : haute stature, forte capacité crânienne, indice cubito-fémoral élevé, dolichocéphalie (crâne allongé). L’homme possède en outre, une face haute et étroite, et un menton saillant, qui permettent de le classer sans trop d’invraisemblance dans le groupe humain dit «Nordique».
L’homme portait sur le côté droit, une épingle en bronze à tête vasiforrne caractéristique de la phase terminale du bronze final.

#### La Roche en bas-Roche
L’abbé Eugène Mangenot signale l’existence de cette grotte dans un article du bulletin mensuel de la Société d’Archéologie Lorraine.
Il y écrit que la roche, qui surplombait sur une longueur de 20 m et pouvait abriter, dit-on, cent personnes, fut divisée en deux parties par l’infiltration des eaux de pluie. La partie antérieure et surplombante s’écroula une nuit de 1816, avec un fracas tel que les vitres des maisons de Gémonville en tremblèrent à la distance de trois kilomètres.
La route actuelle du Pré-aux-Bois passe sur ses débris, qu’il fallut déblayer pour l’ouvrir.
Des restes d’habitation en pierres, des débris de cuisine et une sépulture dans un puits creusé dans le roc avait été découvert par le cantonnier Thouvenin en 1816.
La rumeur populaire raconte qu’on aurait retrouvé dans cette sépulture des poteries et une épée de bronze.

#### L'oppidum
Cet endroit mystérieux a beaucoup intrigué les habitants de Gémonville.
En 1912, le chanoine Eugène Mangenot, l’un des plus illustres enfants de Gémonville, voit dans ces amoncellements de pierres, une série de tumulus adossés les uns aux autres.
Quelques années plus tard, un ingénieur des Arts et Manufacture, Jehan Obelliane, s’intéresse aux légendes du pays et écrit : « les fées se tenaient au-dessus du Bois du Praillon. On parle au bout de ce bois, au-dessus de Trei-sur-le-Pré, d’amoncellements de pierres ».
Ce n’est qu’en 1966 que Roger Wadier, instituteur à Vicherey, visite le site et comprend qu’il s’agit d’un oppidum. Il déclarera aussitôt sa découverte à la Circonscription Archéologique des Antiquités Préhistorique et obtiendra une autorisation de sondages.
La surface de l’oppidum est relativement peu importante, il mesure environ 40 m de long.
Deux côtés dominent le vide, l’un sur la route est très abrupte, l’autre plus accessible était défendu par un mur peu important dont on retrouve la trace. Le reste de l’oppidum est tourné vers le plateau. On peut distinguer l’ancien mur d’enceinte qui était doublé par un fossé de 4 m de large et protégé en partie sud par un autre pierrier, que le précédent fossé entoure. M. Roger Wadier a le sentiment que cet éperon barré fait partie d’un ensemble important qui fut utilisé à une certaine époque (âge de bronze et/ou époque gallo-romaine ?).
Roger Wadier découvrit dans la partie sud du mur de l’oppidum le parement d’un auteur d’1,50 m reposant sur une assise rocheuse de 50 cm.
À l’intérieur de l’oppidum, de nombreux ossements d’animaux avaient été trouvés sous l’éboulis formé de nombreuses pierres rougies par le feu. Il semble bien qu’il y ait à cet endroit un fond de cabane.
Un petit morceau de poterie gallo-romaine a également été trouvée.

### Époque médiévale et moderne
Du château de Gémonville, il ne reste que quelques traces au sol, tout au plus une terrasse aménagée sur une pente légère. Son emplacement se trouve au sud-est du village actuel, au bout de la «rue du Château» et aux abords du cours d’eau l’Aroffe. La topographie n’est pas en mesure de révéler s’il s’agit ou non d’un site castral fortifié.
C’est en janvier 1295 qu’apparaissent les premières informations concernant la maison de Gémonville :
« Nous Vaultier de Foucocourt, chevalier et Comtesse, sa femme faisons scavoir à touz ceaux qui ces présentes lettres verront et orront que nous avons repris de noble homme Hanry, conte de Wademont en fié et hommage notre maison de Gymonville et les appendices de ladite maison, 18 jours de terre arrable, 12 faulchés de preis, c’est assavoir [...]»
Le village dépendait alors du comté de Vaudémont.
En 1295, Vauthier de Fécocourt et Comtesse sa femme reprennent du comte de Vaudémont leur maison de Gémonville
Du début du XVe siècle jusqu’au début du XVIe siècle, la terre de Gémonville sert de gage, c’est-à-dire qu’elle sert à garantir le paiement d’une dette. En 1428, Pierre de Bauffremont engage, à Wery de Wouchecourt, la terre de Gémonville contre une somme d’argent. Cette situation de gage semble disparaître au début du XVIe siècle.

### Gémonville et ses alentours pendant la Révolution française
Prosper Arnould a collecté les récits des habitants du village. Grâce à son travail, il est possible de connaître l’histoire des villageois à cette époque.
Le tribunal criminel du département des Vosges siégeant à Mirecourt (et dont dépendait les villages autour de Gémonville) fit preuve d’une grande modération. Il ne prononça que 9 condamnations à mort. Ses dernières victimes furent deux prêtres (Père Rivat et Père Didelot) et les deux humbles femmes de Remiremont qui leur avaient donné asile (Jeanne-Marie Durupt et Françoise Petitjean). Ils furent exécutés le 10 juillet 1794.
Ce matin-là, Marie Charlotte Rouyer et sa voisine, deux habitantes d’Aouze, étaient à Mirecourt. Passant devant la guillotine Marie-Charlotte dit à sa voisine : « Nous qui cachons les prêtres, nous sommes menacés tous les jours de subir le même sort que ceux-ci ! »
Dans la région, ils étaient nombreux à protéger les prêtres. La veuve de Jean Tiéry, Berbe Chognot, avec sa fille ainée Élisabeth et ses deux fils, Jean et François cachaient des prêtres à la ferme de La Hayevaux.
À Gémonville, la tradition rapporte que lorsqu’un prêtre catholique était de passage, toute la population assistait à la messe qui était célébrée durant la nuit dans une cave. Mais ces visites étaient rares. L’une des habitantes se souvenait que son garçon avait 18 mois lorsqu’il put se faire baptiser.
Après Thermidor (9 thermidor an II (soit le 27 juillet 1794), au cours de laquelle les robespierristes furent renversés), les lois de proscription furent mises en sommeil et beaucoup de déportés rentrèrent. Mais le coup d’État du 18 fructidor an V (4 septembre 1797) remit tout en question. La chasse aux « ci-devant » recommença.
Dans les Vosges, la persécution était excitée par François de Neufchâteau. Une battue fut organisée dans la forêt de Saint-Amon, en vain d’ailleurs, par le Directoire du département de la Meurthe, pour retrouver les ecclésiastiques qui s’y cachaient.
Cette deuxième terreur ne fut pas sanguinaire comme la première. De nombreux prêtres furent déportés ou emprisonnés. Mais quelques-uns, grâce à l’aide des populations et, dans certains cas, à la complicité des autorités locales, échappèrent aux persécutions. Cinq ou six, cachés à Favières, continuèrent à exercer le ministère sur place et dans les villages environnants.
Les habitants de La Hayevaux reprirent leurs activités de passeurs et un service régulier de correspondance fut organisé entre Favières (sur cette commune, M. Perrin, le percepteur, assurait l’hospitalité aux prêtres et s’occupait du courrier clandestin), Fréville (ici, c’était la famille Adam dont l’un était prêtre) et La Hayevaux.

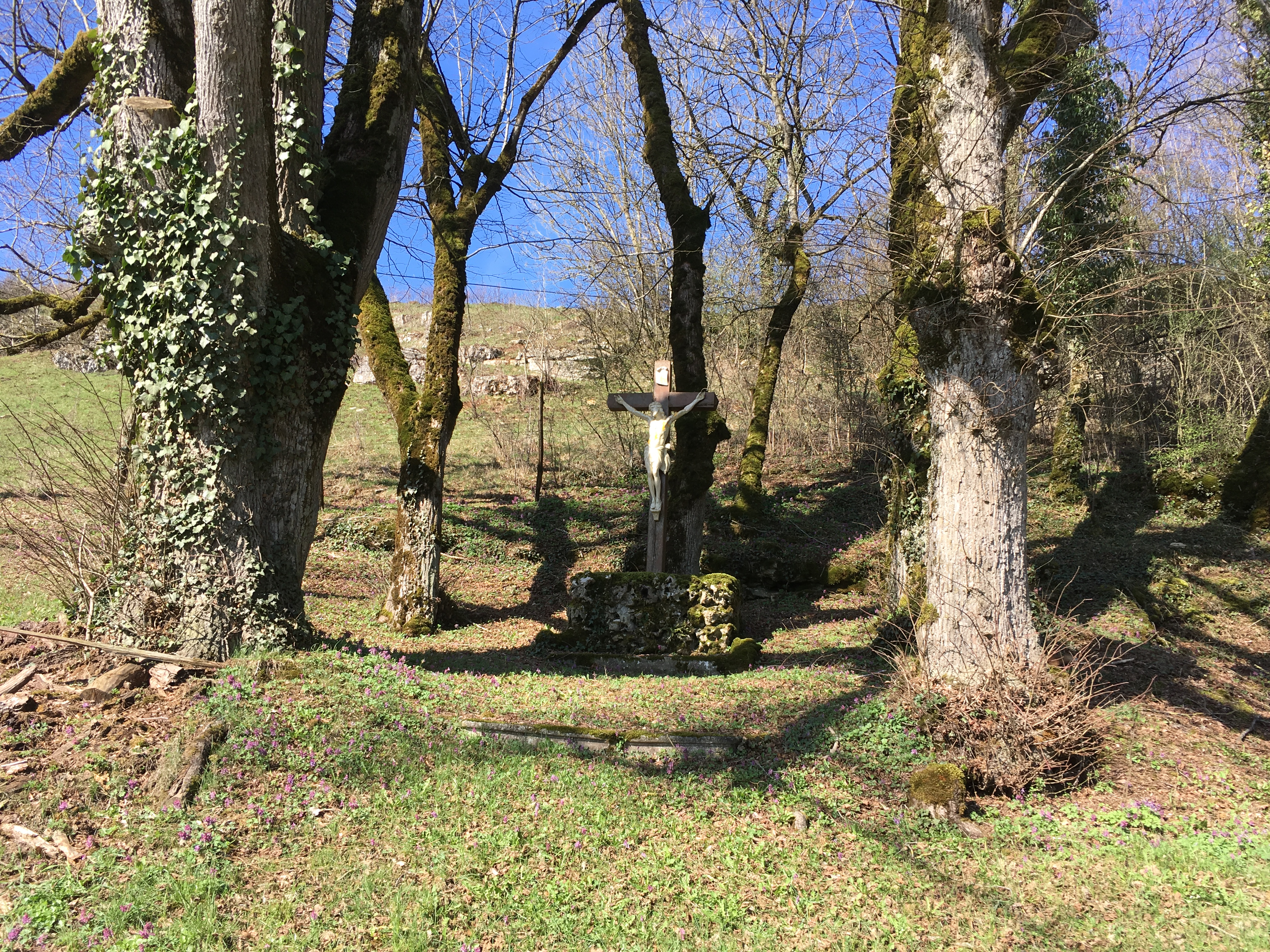
Croix de mission érigée en 1830.

#### La croix de mission
Cette croix correspond à un besoin de (re)christianiser ce lieu. Elles furent nombreuses à être érigées après la tourmente révolutionnaire, où il fallut, pour les représentants de l’Église catholique romaine, restaurer la pratique religieuse. La croix du village ne fait pas exception à cette règle.
Elle fut érigée avant 1830, à la suite d’une mission, sous l’épiscopat de Monseigneur Charles de Forbin-Janson (1785-1844). Cet homme d’église organise en 1814, avec Jean-Baptiste Rauzan, l’œuvre des missions, et prêche lui-même. Il est prédicateur de retraites en France pendant dix ans (1814-1824) et fait le pèlerinage de Terre sainte en 1817. Il est nommé évêque de Nancy et de Toul en 1823. Il déploie alors un zèle qui lui suscite de nombreux ennemis, si bien qu’il est forcé de quitter son diocèse en 1830 après la révolution, mais sans donner sa démission. Son palais épiscopal est brûlé par les insurgés. Il s’exile en Allemagne (1830-1831), en Suisse (1831), en Italie (1831-1832) et retourne à Nancy (1832-1839).
L’instituteur de Gémonville M. Richet planta cinq tilleuls autour du monument à l’époque de sa construction. Ils sont toujours là 185 ans plus tard !

### Histoire de l'église de Gémonville
La première église du village fut construite vers 1675 et s’élevait au milieu du cimetière actuel. Elle était orientée au sud-est. Ses dimensions, données par le cadastre de 1830, étaient d’environ 25 m de long sur 10 m de large. Une délibération du Conseil précise qu’elle pouvait contenir 500 personnes. Son clocher ne portait pas de flèche et ne possédait qu’une cloche.
Durant des siècles, les chrétiens de Gémonville durent se déplacer pour participer aux actes religieux. Lorsque le christianisme s’implanta dans la région, probablement vers le VIe siècle, les centres paroissiaux étaient rares. Il semble que ce fut Vicherey qui fut le siège de la première paroisse. À l’époque, les chrétiens de Gémonville devaient faire le déplacement pour baptiser leurs enfants et enterrer leurs morts.
Vers le IXe siècle, beaucoup de villages voulurent avoir leur église et obtinrent un prêtre pour la desservir. C’est certainement à cette époque que fut construite la première église d’Aroffe à laquelle fut rattaché Gémonville.
Aux XVe et XVIe siècles naquirent dans le village deux personnages dont les noms ont été conservés.
Sur le mur du cloître méridional de la cathédrale de Toul, on peut lire :
Ci gist iehans de Gémonville

que fuit homme de chapitre

et trépassant l’an MCCCC et VIII

la vigille de la toussains

priez pour li.
À Rome, en l’église de Saint Nicolas-des-Lorrains, se trouve l’épitaphe de Jean Claudel :
Jean Claudel, originaire de Gémonville,

en Lorraine au diocèse de Toul, Chanoine de

l’insigne église de Saint Dié, en la ville de

Saint-Dié n’appartenant à aucun diocèse,

Trépassa le 22 août de l’an de Notre Seigneur

mille six cent quarante six,

dans sa cinquante et unième année.

#### Gémonville et ses curés
Lorsque Gémonville eu son église, elle fut desservie par le curé d’Aroffe (Claude Grandjean). Mais l’année suivante, Gémonville accueille un prêtre à résidence jusqu’à la Révolution. Le premier prêtre fut l’abbé Collin qui bénit la première pierre du « grand pont » où son nom est encore gravé.
En 1771, l’abbé Jacques Lhermite, un vicaire plutôt querelleur pris ses fonctions. Il ne resta que deux ans à Gémonville mais il se heurta rapidement à ses paroissiens. La première affaire se déroula à l’église à propos de l’organisation d’une procession et pour éviter le scandale, le vicaire annula la cérémonie.
Mais peu de temps après, un de ses paroissiens (Charles Leclerc) l’accusa d’avoir manqué d’égards envers sa fille et lui intenta un procès. Si Leclerc montra une certaine obstination, le vicaire manifesta son penchant pour la chicane.
Peu après, l’abbé comparaissait à nouveau pour avoir refusé de baptiser un enfant (neveu du vicaire prédécesseur de Lhermitte).
Loin de se calmer, le vicaire de Gémonville s’en prit peu après au Lieutenant-Général. À son sujet, Lhermitte écrivit à l’évêque : « il ne fait rien pour empêcher les danses et bacchanales qui se font chaque année dans la forêt du village (forêt de Saint-Amon). L’année dernière, il les a plutôt favorisées ». L’officier reçu une verte semonce de l’évêque, ce qui provoqua sa colère.
En 1773, dans sa nouvelle paroisse, Lhermitte se trouva très vite devant d’importantes difficultés qui le conduire au cachot jusqu’en 1789.
Vers 1830, l’état de vétusté de l’église devient préoccupant. La décision fut prise d’en construire une nouvelle plus digne d’un village dont la population ne cessait de s’accroître.
En 1839, le curé et les paroissiens dirent adieu à leur vieille église et entrèrent dans la nouvelle.
L'abbé Grosse, curé de Gémonville, brancardier au 167e d'infanterie, a été tué par un obus, au poste de secours de son régiment le 5 octobre 1915.

#### Les autels
On remarque à l’intérieur de l’église, à l’entrée du cœur, les deux autels latéraux, en bois repeint datés de la première moitié du XIXe siècle (certainement contemporain de la construction de l’église)
Le retable de l’autel de gauche représente le Saint Esprit dominant une nuée. La statue de saint Nicolas en bois repeint date de la même époque.
Du côté droit, la Vierge de l’Assomption est du XIXe siècle. Le décor de cet autel est différent du précédent. On y aperçoit en particulier des têtes d’angelots ailés.

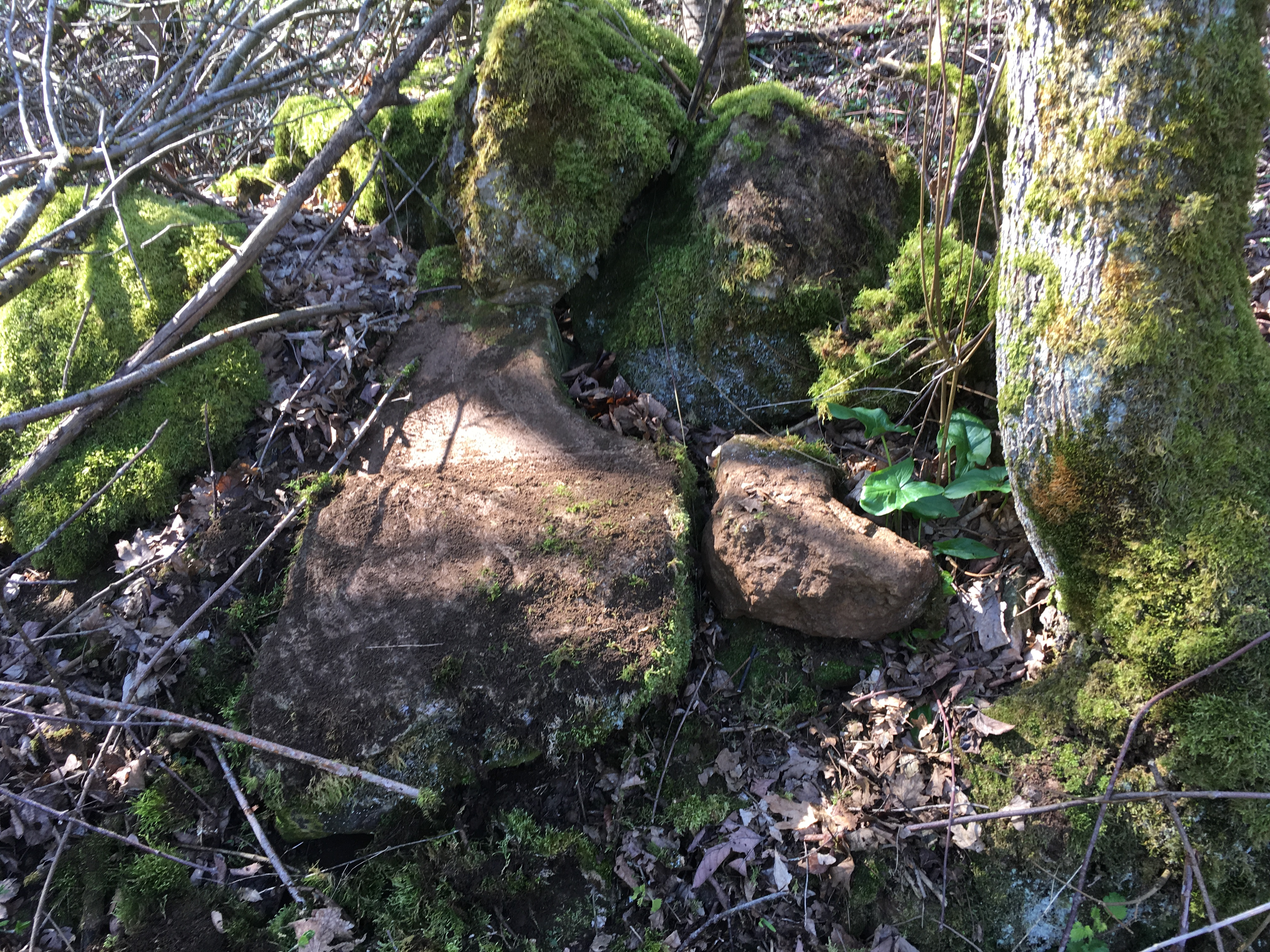
Reste de la croix de Saint Privas situés sur la route d'Aroffe.

### Vestiges de la croix de Saint Privat
C’est certainement une croix de limite, en effet, les croix peuvent servir de borne. Entrée et sortie des villages sont normalement pourvues d’une croix, mais toutes les limites, religieuses ou profanes, pouvaient être matérialisées ainsi.
On peut aussi se demander si cette croix pouvait être une croix de Rogations ou de processions. Certaines croix de chemins servaient aux processions, et notamment aux Rogations, fête aujourd’hui oubliée mais essentielle en milieu rural.
Les Rogations constituaient une fête liturgique s’échelonnant sur trois jours, du lundi au mercredi précédant l’Ascension. Curé en tête, la procession des paroissiens traversait le terroir de part en part, s’arrêtant aux croix pour bénir les prés et les champs. Chaque journée était consacrée, en principe, à la bénédiction d’un type particulier de culture : prés, champs, vignes ou quelque autre culture secondaire. Le but était évidemment de garantir, par des prières adéquates, la prospérité de la communauté villageoise en immunisant ses diverses productions contre les attaques des forces obscures. C’est pourquoi il importait aux paysans de disposer des croix aux endroits stratégiques, certes au bord des chemins, mais donnant sur les prés et les cultures.
La première église de Gémonville ne fut construite qu’en 1675 et le premier vicaire ne s’y installa qu’en 1710. On peut donc se demander si le curé d’Aroffe (dont dépendait Gémonville) n’exécutait pas des processions régulières entre les deux villages.
Cette croix est située sur la route d’Aroffe, à la limite départementale des Vosges et de la commune de Gémonville. Elle semble avoir été d’une taille d’1,50 m / 2 m. D’où elle se situe, on voit les champs et pâtures en contrebas.
Elle est fortement détériorée.
Saint Privat, évêque du Gévaudan au IIIe siècle apr. J.-C., est le saint patron de Gémonville qui continue à le fêter tous les 21 août.

## Politique et administration

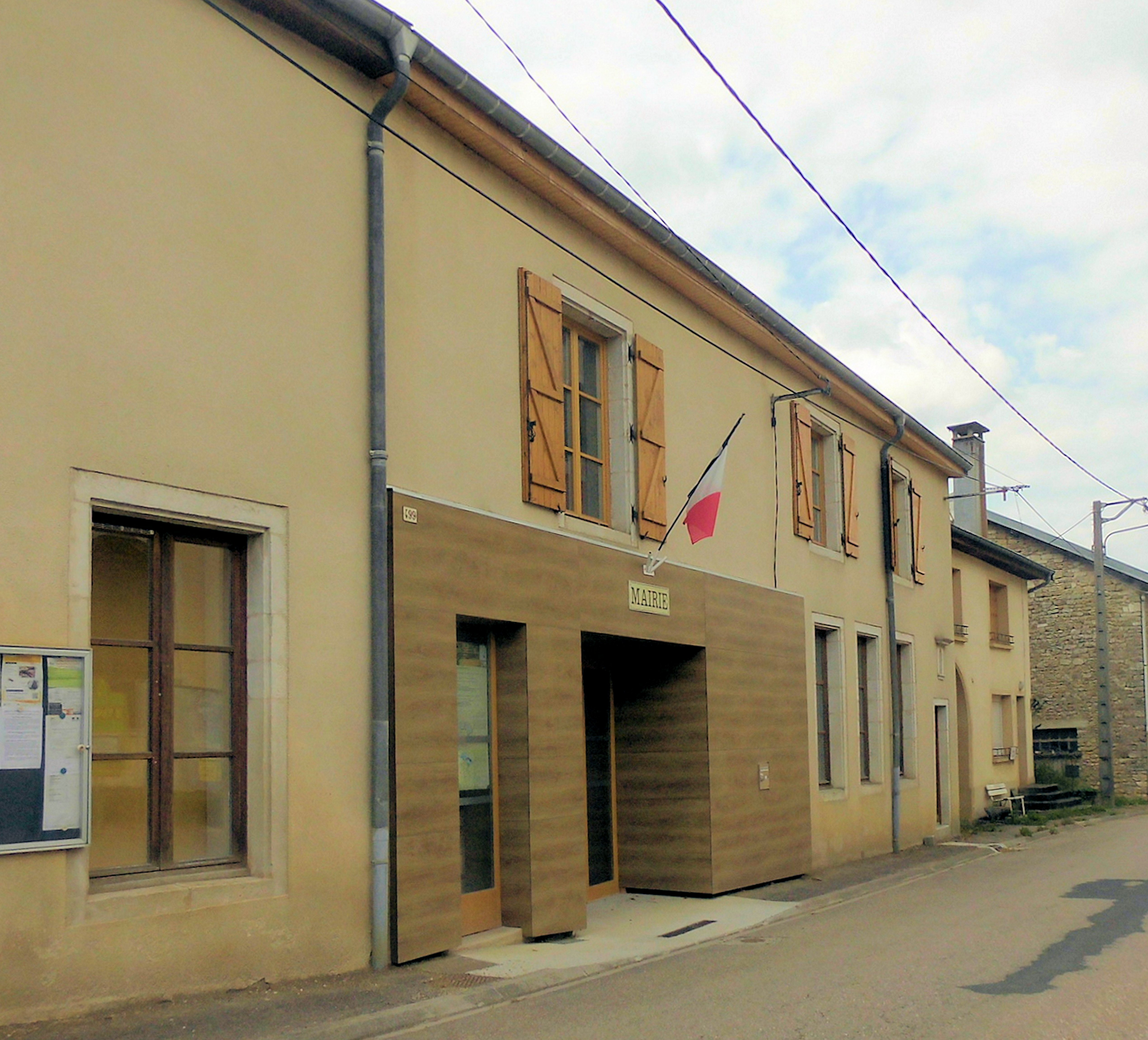
La mairie

## Population et société

### Démographie
L'évolution du nombre d'habitants est connue à travers les recensements de la population effectués dans la commune depuis 1793. Pour les communes de moins de 10 000 habitants, une enquête de recensement portant sur toute la population est réalisée tous les cinq ans, les populations de référence des années intermédiaires étant quant à elles estimées par interpolation ou extrapolation. Pour la commune, le premier recensement exhaustif entrant dans le cadre du nouveau dispositif a été réalisé en 2004.

En 2022, la commune comptait 76 habitants, en évolution de +4,11 % par rapport à 2016 (Meurthe-et-Moselle : −0,13 %, France hors Mayotte : +2,11 %).
| 1793 | 1800 | 1806 | 1821 | 1831 | 1836 | 1841 | 1846 | 1851 |
| ---- | ---- | ---- | ---- | ---- | ---- | ---- | ---- | ---- |
| 462  | 368  | 420  | 465  | 494  | 533  | 539  | 512  | 530  |

| 1856 | 1861 | 1872 | 1876 | 1881 | 1886 | 1891 | 1896 | 1901 |
| ---- | ---- | ---- | ---- | ---- | ---- | ---- | ---- | ---- |
| 508  | 504  | 430  | 396  | 373  | 349  | 335  | 317  | 268  |

| 1906 | 1911 | 1921 | 1926 | 1931 | 1936 | 1946 | 1954 | 1962 |
| ---- | ---- | ---- | ---- | ---- | ---- | ---- | ---- | ---- |
| 266  | 249  | 187  | 155  | 152  | 139  | 126  | 117  | 126  |

| 1968 | 1975 | 1982 | 1990 | 1999 | 2004 | 2006 | 2009 | 2014 |
| ---- | ---- | ---- | ---- | ---- | ---- | ---- | ---- | ---- |
| 101  | 102  | 95   | 86   | 91   | 72   | 72   | 78   | 72   |

| 2019 | 2022 | - | - | - | - | - | - | - |
| ---- | ---- | - | - | - | - | - | - | - |
| 79   | 76   | - | - | - | - | - | - | - |

## Économie
Les historiens, s'accordent à décrire une économie rurale,voire forestière au XIXe siècle :
«.Surf.territ : 902 hect.; 512 en terres lab., 15 en prés, 221 en bois, La principale industrie des habitants consiste dans l'exportation des bois et des céréales, soit sur les marchés des Vosges, soit à Toul et à Nancy.. »

## Culture locale et patrimoine

### Lieux et monuments

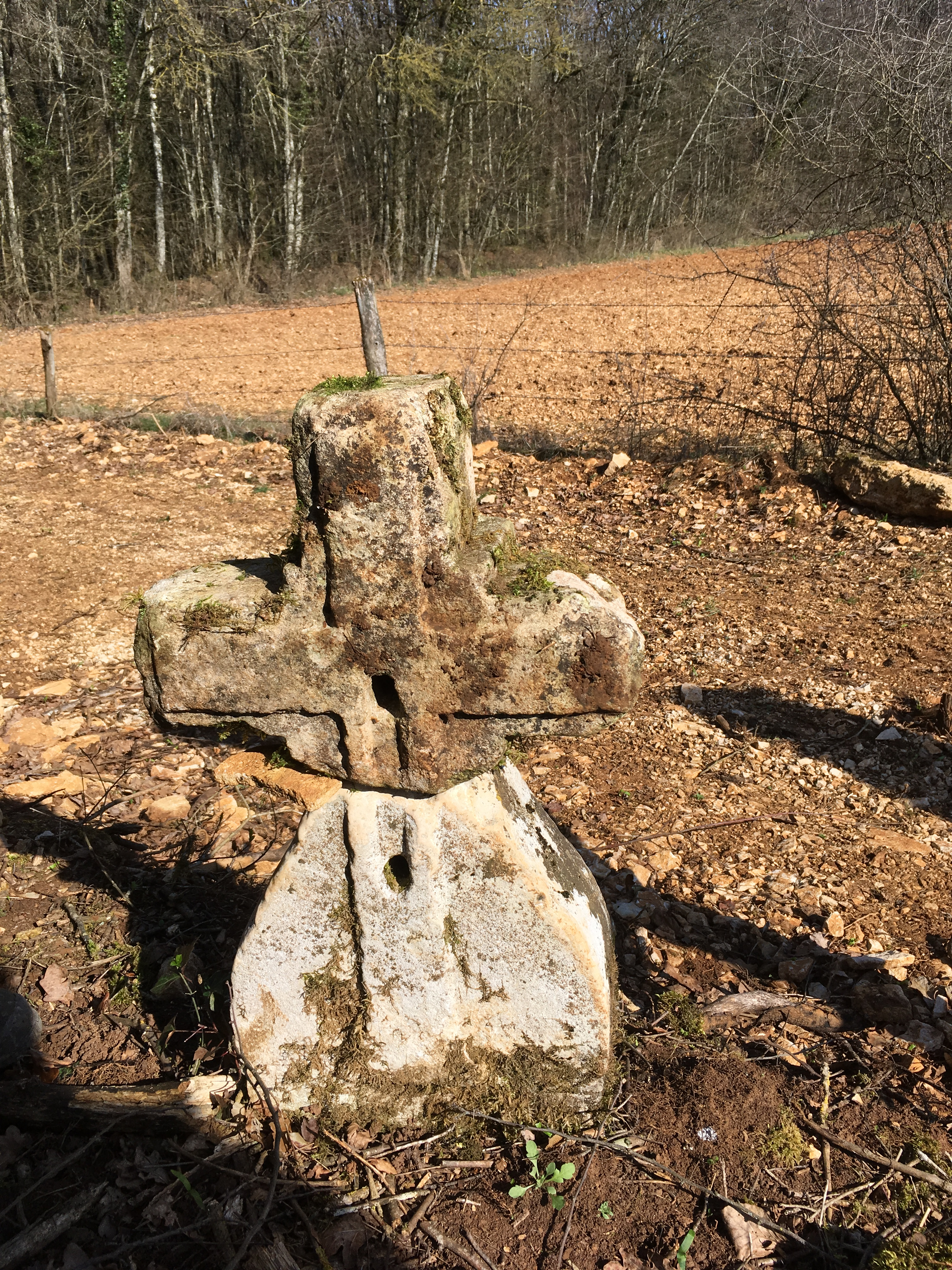
Croix Tabellion - croix mémoriale.

#### Édifices civils
- La croix Tabellion : c'est une croix mémoriale qui se situe à proximité de l'ancienne route de Tranqueville. La croix est actuellement en deux morceaux. On peut y lire :

CY A DECEDE

(J)EAN TABELLION

DI GEMONVILLE

PRIE DIEU

POUR SON

(AME)

1732
- La croix du Garçon mentionnée par Bernard Perrin dans le tome IV de son livre Histoire méconnue de nos villages, la Croix du Garçon est située dans la vallée du Pré aux bois, à droite en direction d'Harmonville, en bordure de bois, pratiquement en face du monument Barth. Cette croix en pierre porte l'inscription :

I Pier Paquit a été assassiné

le 10 juillet 1727 jarson le Lajnié

a été pausé pat Jan Solleli

maître entrepreneur à Toul an 1776

Priez Dieu pour son âme
Voici ce qui est inscrit dans le registre paroissial de Gémonville :"L'an 1727, a été trouvé sur le finage de cette paroisse, avec les marques d'un vrai chrétien, le corps de Pierre Paqui de la paroisse de Lagney, qui avait été assassiné le jour précédent audit endroit".
Il semble qu'un instituteur, secrétaire de mairie ait corrigé le nom quelques années plus tard qui devient ainsi Pasquier et a précisé dans la marge : « C'est celui qui a été assassiné par Bulet ».
Les Bulet sont deux frères installés au lieu-dit de la Mâle-pierre à Gémonville à proximité de l'ancien grand chemin de Colombey-les-Belles. Ils y attendent les voyageurs dont ils incinéraient les cadavres. Terrorisant la contrée, les habitants n'osent pas les dénoncer. Ils finiront cependant par être pris.

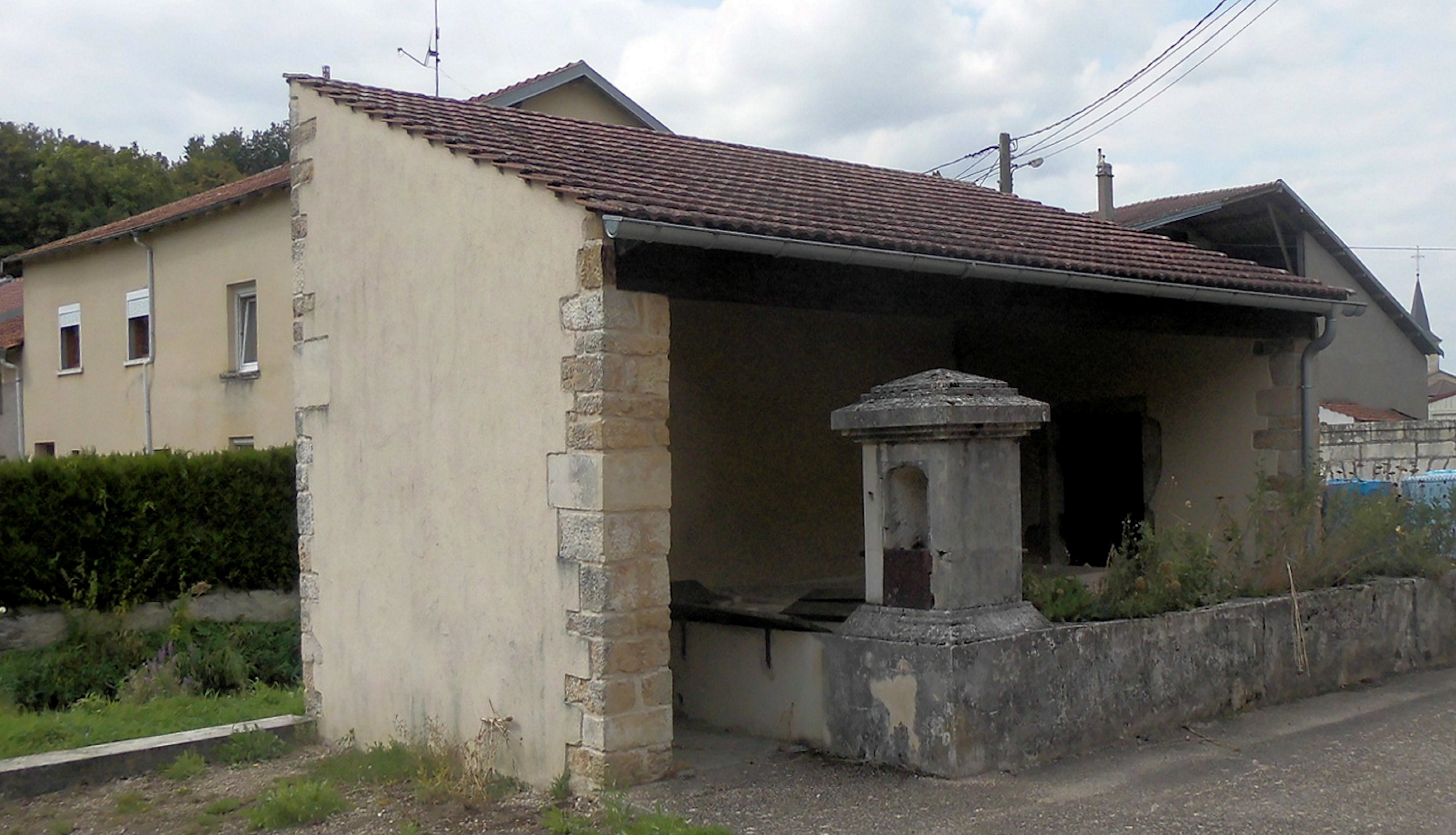
L'ancien lavoir.

- Oppidum protohistorique de type éperon barré au Praillon ; fouillé en 1968 : murs en gros appareil.
- Nécropole de l'âge du bronze dans le Bois-de-la-Réserve : deux tumulus fouillés en 1970-1971 : la découverte de la Nécropole qui remonte à 1967 revient à M. Bernard Grégoire, cultivateur. Celui-ci fait part de sa trouvaille à M. Roger Wadier, instituteur à Vicherey qui en avisa M. J. Tixier, directeur de la circonscription archéologique régionale des Antiquités préhistoriques de Lorraine. La nécropole venait d'être redécouverte car elle était connue depuis 1912 et était retombée dans l'oubli après cette date.

En 1968, l'un des tumulus fut fouillé clandestinement et en 1969, deux tumulus furent sévèrement endommagés par des travaux d'entretien et d'aménagement du chemin forestier qui consistaient à réduire l'obstacle que constituait les deux monticules en travers du tracé. Le passage répété des engins forestiers et des grumes contribuèrent encore à les défoncer un peu plus.
- Nombreuses maisons début XVIIIe dans le village.
- Cimetière de Gémonville.

#### Édifice religieux
- Église du XIXe siècle.

### Héraldique
| Blason de Gémonville | Blason  | Blasonnement : d'argent à l'arbre de sinople accompagné à dextre d'une étoile de gueules et à senestre d'un caillou troué du même ; au chef triangulaire d'azur chargé d'un pont à une arche d'argent, maçonné de sable. |
| Blason de Gémonville | Détails | Adopté par la commune en septembre 2011 |